# Colona (Illinois)
Colona – miasto w Stanach Zjednoczonych, w stanie Illinois, w hrabstwie Henry.